# An-22
An-22 Antiej (ros. Aн-22 Антей – „Antei”) – radziecki samolot transportowy zaprojektowany w biurze konstrukcyjnym Olega Antonowa. W kodzie NATO otrzymał oznaczenie Cock.

## Historia
Rozwój radzieckich ciężkich samolotów transportowych służących do transportu strategicznego wojska i ładunków rozpoczął się pod koniec lat 50 XX wieku. Powstało wówczas kilka projektów takich samolotów wiodących biur konstrukcyjnych, przy tym jako napęd przewidywano nowe silniki turbośmigłowe Kuzniecow NK-12, które napędzały również samoloty bombowe Tu-95. Ich zastosowanie było związane z brakiem radzieckich silników turboodrzutowych o odpowiednio wysokim ciągu, a zarazem ekonomicznych, pozwalających na duży zasięg. NK-12 był najpotężniejszym wówczas używanym silnikiem turbośmigłowym. Początkowo biuro Antonowa proponowało projekt An-20, lecz nie był on rozwijany. W grudniu 1960 roku władze radzieckie postawiły konstruktorom wymagania m.in. przewiezienia ładunku 40 ton na odległość 3500 km, z prędkością przelotową 650 km/h. Przystąpiono następnie do opracowania samolotu An-22, oznaczonego wewnątrzzakładowym kryptonimem „100”, którego głównym konstruktorem był W. Katajew. W listopadzie 1961 roku komisja zatwierdziła wykonaną w sierpniu makietę samolotu. Prowadzono też próby modeli samolotu, w tym wykonanych w skali 1:4, o rozpiętości 16 m.
1 sierpnia 1964 roku zmontowano w zakładach w Kijowie prototyp (numer fabryczny 01-01, o znakach SSSR-46191). Otrzymał on nazwę Antiej (pol. Anteusz lub Antajos, od greckiego giganta). Pierwszy lot samolotu miał miejsce 27 lutego 1965 roku, z siedmioosobową załogą pod dowództwem Ju. Kurlina. Pierwszy publiczny pokaz odbył się podczas Międzynarodowego Salonu Lotniczego w Paryżu w czerwcu 1966 roku. Drugi prototyp przeznaczono do statycznych badań naziemnych. Produkcja samolotu została uruchomiona latem 1965 roku w wybranych na producenta zakładach lotniczych nr 84  w Taszkencie, które produkowały mniejsze An-12 i kooperowały już przy wykonaniu pierwszego prototypu Antieja. 27 stycznia 1966 roku oblatano trzeci prototyp (drugi latający), zbudowany jako pierwszy w Taszkencie (nr 01-03, początkowe znaki SSSR-56391). W tym roku An-22 pobił w jednym locie 12 rekordów światowych, podnosząc ładunek 88 103 kg na wysokość 6600 m. W 1966 roku zbudowano jeszcze czwarty egzemplarz, badany w locie wiosną kolejnego roku. W ciągu 1967 roku zbudowano cztery dalsze samoloty. W tym roku ponownie samolot wystawiono w czerwcu na salonie w Paryżu, a w lipcu cztery An-22 zaprezentowano w locie podczas święta lotnictwa w Domodiedowie, demonstrując na ziemi z trzech samolotów z fałszywymi numerami wojskowymi wyładunek wyrzutni rakiet. W październiku 1967 roku natomiast An-22 pobił kolejne rekordy, podnosząc ładunek 100 444,6 kg na wysokość 7848 m. W tym czasie An-22 był największym samolotem transportowym na świecie, do czasu powstania amerykańskiego odrzutowego Lockheed C-5 Galaxy.
Po zakończeniu prób fabrycznych, 22 sierpnia 1967 roku egzemplarz 01-04 poddano badaniom państwowym w bazie Czkałowskaja pod Moskwą, trwającym do 28 stycznia 1969 roku. W 1969 roku po raz trzeci samolot pokazano w Paryżu, tym razem w locie. W latach 1972–75 pobito liczne dalsze rekordy światowe (prędkości lotu z różnymi ładunkami na określonym dystansie). Do 1973 roku powstały 34 samoloty An-22, po czym od 1973 do 1975 roku zbudowano 28 ulepszonych An-22A, począwszy od piątej serii produkcyjnej. W An-22A ulepszono szereg podzespołów, w tym przeprojektowano system paliwowy i zwiększono pojemność zbiorników, zastosowano zmodyfikowane silniki NK-12MA z rozruchem sprężonym powietrzem zamiast elektrycznego i wprowadzono prąd przemienny do zasilania większości instalacji. Pierwszy An-22A wzleciał 31 lipca 1973 roku.
W 1975 roku produkcja samolotu została zakończona (ostatni oddano w 1976 roku). Wraz z prototypami (w tym jednym nielotnym) wyprodukowano 68 maszyn, w siedmiu seriach po 10 samolotów (ostatniej niepełnej). Według niektórych danych zbudowano 69 samolotów – dodatkowy w 1969 roku, lecz nie został odebrany przez wojsko. Numery fabryczne składały się z numeru serii i numeru samolotu.

## Eksploatacja

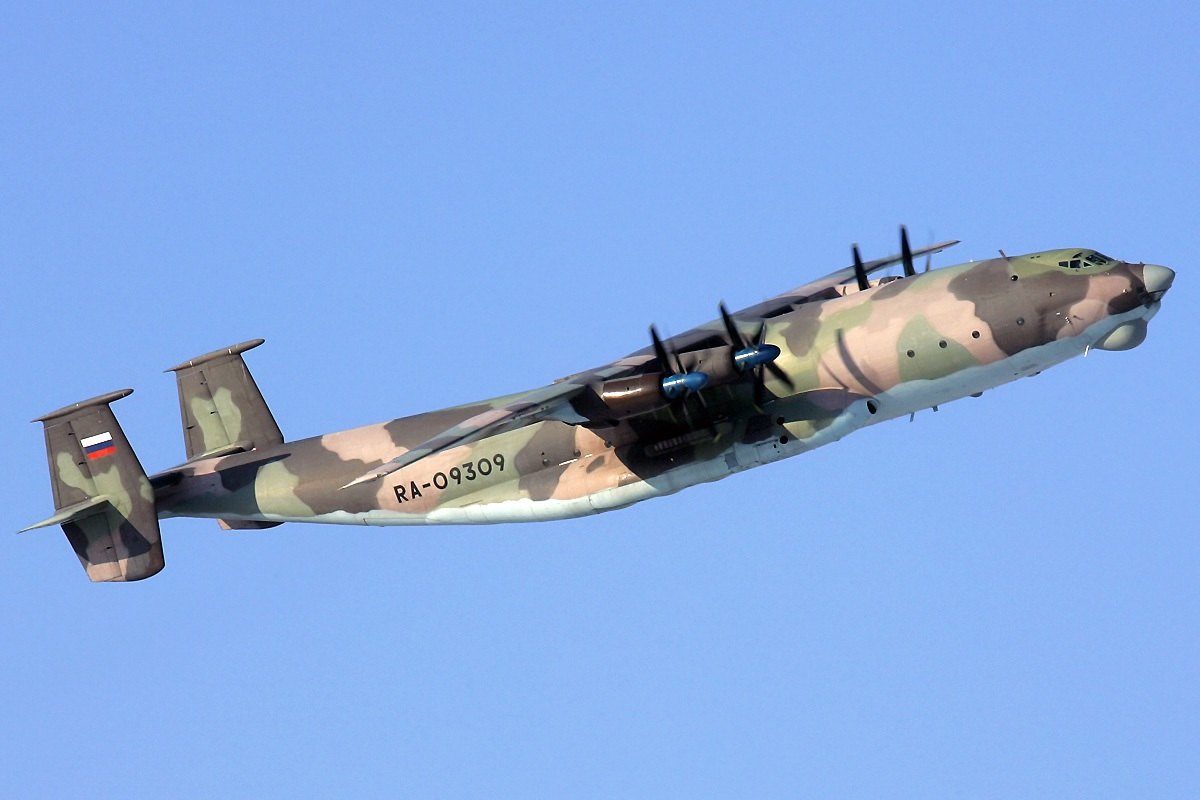
Rosyjski An-22 w kamuflażu, 2012

Prototypy An-22 01-01 i 01-03 już od marca 1969 roku były używane na rzecz gospodarki narodowej do przewozu ciężkich elementów zakładów produkcyjnych i maszyn na Syberii, m.in. do obwodu tiumeńskiego i Surgutu. Przewożono też w nich elementy kadłuba samolotu Tu-144. Z siedmiu samolotów prototypowych lub używanych do badań w locie, pięć zostało w zakładach Antonowa (część w stanie nielotnym), a dwa ostatnie przekazano wojsku.
Już w 1968 roku podczas badań państwowych An-22 został wykorzystany do zrzucenia desantu podczas ćwiczeń w republikach bałtyckich. Samoloty seryjne zaczęły być przejmowane przez lotnictwo wojskowe od lutego 1969 roku w skład 5. eskadry 229. wojskowego pułku lotnictwa transportowego (229 WTAP), przekształconej w 1970 roku w 81. wojskowy pułk lotnictwa transportowego, bazujący na lotnisku Iwanowo. Trzy samoloty wzięły udział w ćwiczeniach Wostok-69 w czerwcu. Wszystkie samoloty były przyjmowane na stan lotnictwa wojskowego, natomiast w razie potrzeby nadawano im oznakowania cywilne Aerofłotu i numery z rejestru cywilnych statków powietrznych, np. przy lotach za granicę (czego ubocznym skutkiem była niejasność w zakresie liczby wyprodukowanych samolotów). Samolot An-22 został formalnie przyjęty na uzbrojenie po zakończeniu prób państwowych dopiero w styczniu 1974 roku, kiedy produkcja ich już się kończyła.
W lipcu 1970 roku pięć samolotów zostały wysłanych z pomocą humanitarną i sprzętem przeznaczonym do pomocy dla Peru po trzęsieniu ziemi, dokonując jedynego w karierze samolotu grupowego przelotu transatlantyckiego, przez Islandię, Halifax w Kanadzie i Hawanę. Między innymi dostarczono polowy szpital i trzy śmigłowce Mi-8. Podczas przelotu jednak jeden An-22 zaginął 18 lipca nad Atlantykiem po starcie z Keflavíku, z nieustalonych przyczyn (zginęły 22 osoby). Drugi samolot tego typu rozbił się w grudniu tego samego 1970 roku przy przymusowym lądowaniu w Indiach na skutek awarii śmigła, dostarczając pomoc humanitarną po powodzi w Bangladeszu (zginęło 15 osób).
W 1980 roku prototyp 01-01 został zmodyfikowany pod oznaczeniem An-22PZ, dostosowany do przewozu sekcji skrzydeł samolotu An-124 Rusłan mocowanych wzdłużnie na kadłubie. Otrzymał on na skutek prób dodatkowy trzeci statecznik od samolotu An-26. W 1983 roku do tej wersji zmodyfikowano też trzeci prototyp. Używane były przez zakłady Antonowa do transportu sekcji skrzydeł samolotów An-124 i An-225 Mrija między zakładami w Taszkencie, Kijowie i Uljanowsku, przechodząc później na własność Ukrainy. Jeden z samolotów był dzierżawiony w 1992 i 1995 roku przez bułgarskich przewoźników, latając pod oznaczeniami LZ-SGB i LZ-SFD. W 1999 roku samolot 01-03 został przekazany Muzeum Techniki w Speyer. Wojskowy An-22 nr 02-03 zaadaptowany został natomiast jako latające laboratorium do rozwoju systemu nawigacyjnego dla samolotu An-124 Rusłan.

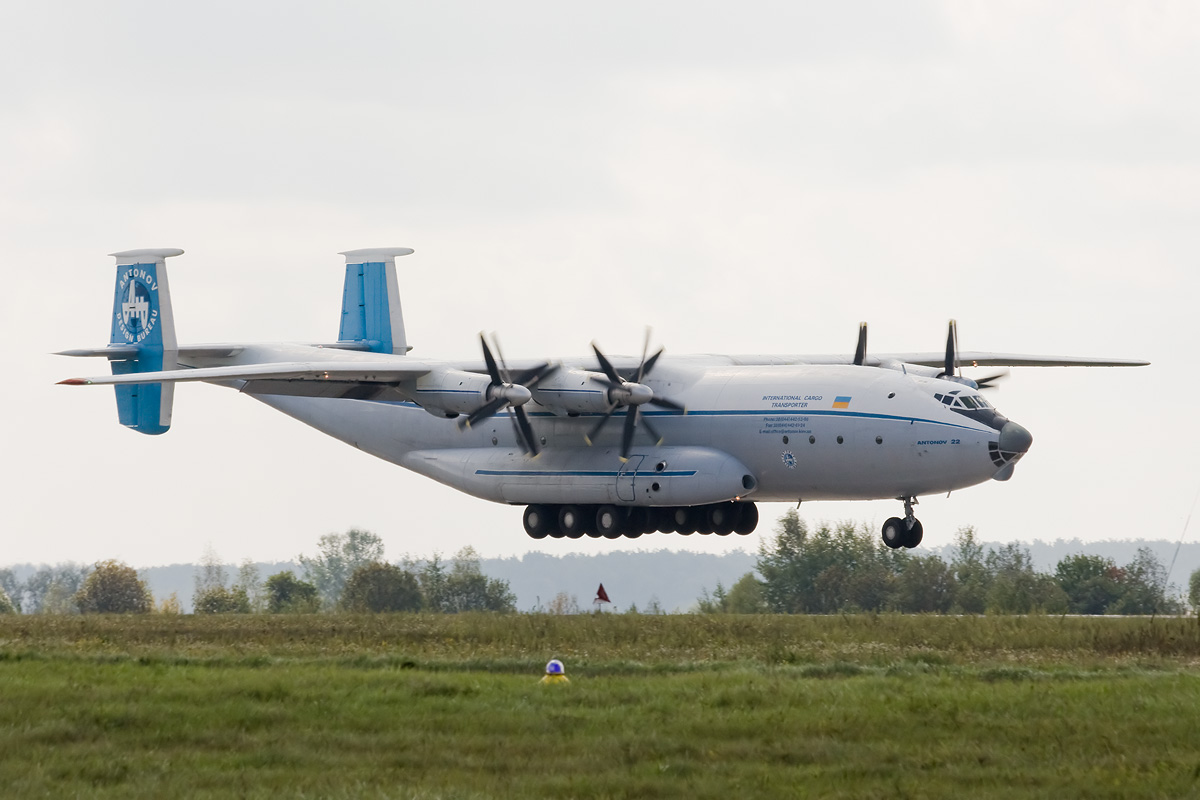
Ukraiński An-22 linii Antonov

Samolot o numerze 05-09, dawny wojskowy, remontowany od 1989 roku przez zakłady Antonowa, został przejęty przez ukraińskie linie lotnicze Antonov Airlines i używany był od 1994 roku do celów transportu komercyjnego, ze znakami UR-09307. Wojskowy system nawigacyjny Kupoł-22 zamieniono w nim na radar Groza-40 i nowe wyposażenie. 

## Konstrukcja

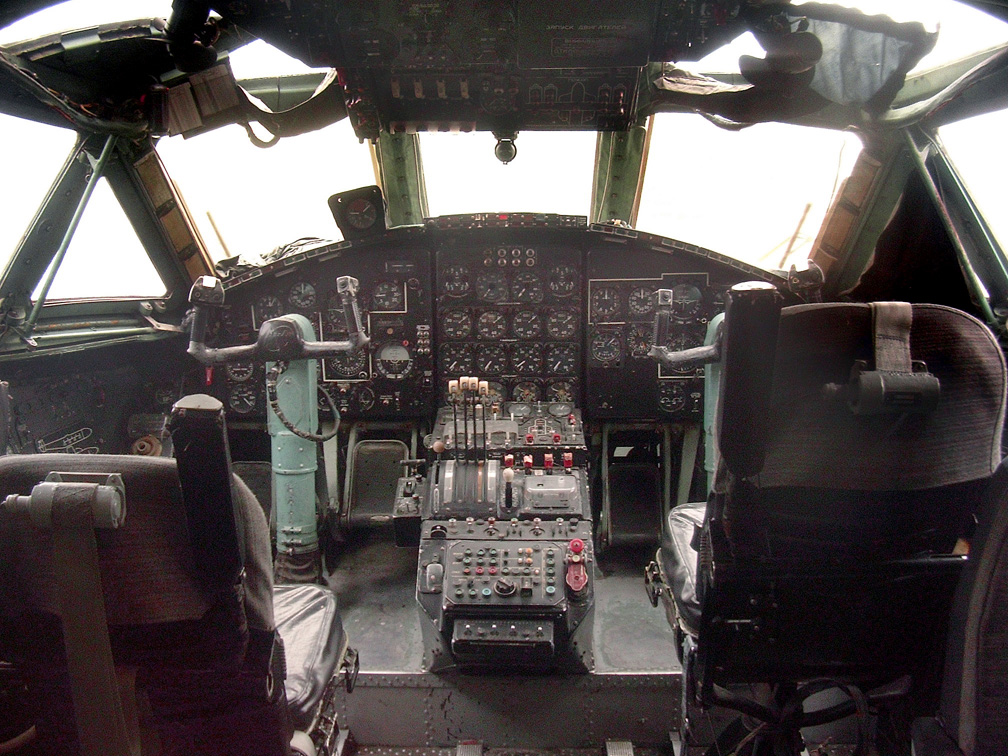
Kabina pilotów An-22

Samolot został zaprojektowany jako strategiczna maszyna przystosowana do operowania z krótkich lądowisk. Zmiana ciśnienia w oponach dawała możliwość startu z nieutwardzonych lądowisk. Wysoko umieszczone skrzydła umożliwiły skonstruowanie ogromnej przestrzeni ładunkowej mierzącej 33 metry długości oraz 639 m³ objętości. Oddzielona hermetyzowana kabina pozwalała na zmieszczenie od 5 do 8 członków załogi, oraz 29 pasażerów. Część ładunkowa nie była hermetyzowana, co pozwalało na otworzenie tylnych drzwi ładunkowych podczas lotu i desant wojska spadochronowego oraz sprzętu. Samolot mógł przenosić ładunek o masie do 60 ton (istniały plany zwiększenia ładowności do 80 ton, lecz nie zostały wdrożone). W doświadczalnym locie rekordowym w 1967 roku uniósł ładunek o masie 100,44 ton na wysokość 7848 m, ustanawiając nadal niepobity rekord dla samolotu turbośmigłowego. Zamontowane silniki są najpotężniejszymi silnikami turbośmigłowymi kiedykolwiek zamontowanymi w samolocie (i największymi jakie powstały), 4 silniki Kuzniecow NK-12MA każdy po 11 030 kW (14997 KM).
Pierwsze samoloty były wyposażone w system nawigacji PNK-1 Polet z radarem Inicjatiwa-4-100. Antena radaru była najpierw pod prawą gondolą podwozia, następnie przeniesiona pod kabinę. Od drugiej serii system ten zamieniono przez kompleksowy system nawigacyjno-pilotażowy PNPK-22 Kupoł-22 z przelicznikiem pokładowym KP-1D i radarem obserwacji powierzchni ziemi KP-2B, umożliwiający m.in. automatyczną nawigację do miejsca desantowania i ułatwiający loty w formacji. Całość elementów nowego systemu otrzymały dopiero samoloty czwartej serii. 